# عارف (خواننده)
عارف عارف‌کیا (زادهٔ ۱۹ مرداد ۱۳۱۹) خواننده موسیقی پاپ ایرانی است. عارف حدود ۹۰۰ ترانه اجرا نموده که افزون بر فارسی به زبان‌ها و لهجه‌های مختلف نیز اجرا شده‌اند.

## زندگی شخصی

### تولد و کودکی

عارف در جوانی

عارف عارف‌کیا از پدر و مادری با اصالت اردبیلی؛ ۱۹ مرداد ۱۳۱۹ در تهران متولد شد. مادرش متولد و ساکن باکو بود و در دانشگاه مسکو رشتهٔ دندانپزشکی را گذرانده بود؛ همچنین مادربزرگش اُپرا می‌خواند و علاقهٔ فراوانی به اشعار به آذری برگردانده شدهٔ نظامی و خاقانی داشت. با شروع جنگ جهانی دوم بسیاری از خانواده‌های ایرانی به جنوب ارس (ایران) کوچانده شدند. پس از این کوچ اجباری مادرش مجبور شد دانشگاه را نیمه کاره رها کند. او با پسر عموی خود ازدواج کرد و نتیجه این ازدواج چند فرزند ازجمله عارف بود. پدر عارف نیز رانندهٔ کامیون بود که در آن زمان از مشاغل سخت و مهم محسوب می‌شد. پدر و مادرش از هم جدا شدند. عارف به دلیل کمبود توجه و مراقبت، به مریضی سختی دچار شد. به همین خاطر مادرش توانست سرپرستی او را برعهده بگیرد. عارف خواهر و برادرهای دیگری به نام‌های محمدرضا، علیرضا و شهرزاد نیز دارد.

### آشنایی با خوانندگی

عارف

عارف ۳ ساله بود که زندگی تازه‌ای را در کنار خانوادهٔ مادرش (در خیابان نادری، کوچهٔ شیروانی؛ در چهارراه استانبول) آغاز کرد. زبان اول در این خانواده آذری بود، حتی پدر بزرگ و مادربزرگش زبان فارسی بلد نبودند. شرایط زندگی آن‌ها از نظر مالی چندان خوب نبود اما همه تلاش می‌کردند که کانون خانواده گرم باشد، تنها دلخوشی این خانواده گوش دادن به یک رادیوی لامپی با مارک AGA بود که همیشه بر روی موج رادیو بادکوبه تنظیم شده بود. این رادیو هر روز از ساعت ۶ صبح تا شب روشن بود و مشتری اصلی آن دایی‌اش بود. از این رادیو علاوه بر آهنگ‌های آذری و غربی، گاهی نیز اُپراهای معروف اروپایی پخش می‌شد. مشهورترین خوانندگان آذری که رادیو بادکوبه صدای آن‌ها را پخش می‌کرد عبارت بودند از: رشید بهبودوف، بُلبل، گل آقا، شوکت و فاطمه. این‌ها اساتیدی بودند که صدایشان تعلیم دیده بود و هیچ‌گاه «خارج» نمی‌خوانند. همین امر باعث شد تا عارف مخفیانه از این استادان تقلید کند و ناخودآگاه «درست خواندن» و «میزان خواندن» و «کوک خواندن» را فرا بگیرد.

### دوران تحصیل
عارف به دبستان و دبیرستان تمدن رفت که در همان کوچهٔ شیروانی قرار داشت. در ایام جوانی نیز به هنرستان صنعتی (واقع در انتهای خیابان قوام‌السلطنه یا ۳۰ تیر کنونی) رفت و در رشتهٔ درودگری مشغول به تحصیل شد و دیپلمش را از آنجا گرفت. فاصلهٔ منزل تا مدرسه ۱۰–۱۵ دقیقه زمان می‌برد و او همیشه این مسیر را پیاده طی می‌کرد. مسیر همیشگی او منحصر به خودش بود: لاین دوم خیابان و برخلاف حرکت اتوموبیل‌ها! او با خود ترانه‌های آن زمان را زمزمه می‌کرد، و این تنها کلاس تمرین برای صدایش بود. عارف علاقهٔ فراوانی به موج نوین موسیقی پیدا کرده بود و ترانه‌های اجرا شده از ویگن، محمد نوری و… را با جدّیت دنبال می‌نمود؛ به‌طوری‌که هر ترانه‌ای که از رادیو پخش می‌شد را در دفترچه‌ای به زیبایی یادداشت می‌کرد و سعی می‌کرد آن‌ها را بلافاصله اجرا نماید. از آنجایی که تصویرگر خوبی بود کنار هر ترانه تصویری از آن ترانه را می‌کشید. در این دفترچه بیش از ۵۰ ترانه وجود داشت که آن را به یکی از بهترین دوستان دوران جوانی‌اش هدیه کرد. بعد از حدود ۶۰ سال، در مهر ۱۳۹۲ خانمی اعلام کرد که یادگاری عارف هنوز نزد خانواده ایشان وجود دارد که از طریق داییِ پدرش به او رسیده است. عارف در دوران تحصیلش درسخوان نبود و مسائل را فرمولی محاسبه نمی‌کرد، اما باهوش بود، به‌طوری‌که باعث تعجب معلم‌ها می‌شد.

### پس از تحصیل و انتخاب شغل (از کارگری در لاستیک‌سازی تا خوانندگی)
عارف در دوران تحصیل در کارخانه لاستیک‌سازی بی‌اف گودریچ به عنوان کارگر ساده مشغول به کار شد. از آنجایی که در هنرستان زبان آلمانی را فراگرفته بود، خیلی زود در کارخانه پیشرفت کرد. پس از فارغ‌التحصیلی و مشمول شدن، عارف از کارخانه استعفا داد و پیگیر معافیت خود گردید.
عارف پس از دریافت دیپلم، جهت کسب درآمد ۴ گزینهٔ متفاوت را در مسیر خود می‌دید:
- نقاشی: عارف به همراه یکی از دوستانش که یک نقاش حرفه‌ای بود مدتی را به طراحی بیلبوردهای تبلیغاتی پرداخت که از این راه نیز درآمد کسب کرد.
- فوتبال: عارف در دوران جوانی فوتبال را بسیار دوست داشت اما در آن زیاد درخشان نبود. به دلیل اینکه «چپ پا» بود به راحتی می‌توانست در فوتبال غیرحرفه‌ای آن زمان (اواخر دهه ۳۰ خورشیدی) رشد کند و حتی به تیم ملی برسد.
- خوانندگی: عارف هیچ وقت تصمیم نداشت این هنر را رها کند و نمی‌خواست اشتغال باعث کمرنگ شدن علاقه‌اش به خوانندگی شود.
- ادامه فعالیت در رشته درودگری: از آنجایی که عارف رشتهٔ درودگری را به صورت علمی فراگرفته بود، می‌توانست در مشاغل مرتبط با این رشته فعالیت نماید. برای همین در «آزمون استخدام دبیر» شرکت کرد و در بین ۸۰۰ نفر شرکت‌کننده در بین ۱۰ نفر ممتاز قرار گرفت و به عنوان دبیر به هنرستان صنعتی قزوین معرفی گردید.[۶]

#### تدریس در قزوین
عارف مجبور بود که ۳ روز در هفته را در قزوین به تدریس بپردازد، به دلیل اینکه اتومبیل شخصی نداشت ساعت ۵ صبح خانه را ترک می‌کرد و با هر وسیله‌ای خودش را به قزوین می‌رساند؛ چرا که می‌بایست ۸ صبح سر کلاس حاضر می‌شد. اختلاف سنی عارف و شاگردانش کم بود چون خودش هم تازه دیپلم گرفته بود و سال قبل شاگرد مدرسه بود. او سعی می‌کرد هم با شاگردانش دوست باشد و هم سختگیر، تا آن‌ها درس‌ها را به خوبی یاد بگیرند.
پس از ۲٫۵ سال، عارف در حین بازگشت از قزوین دچار حادثه می‌شود؛ یکی از دوستان عارف (به نام علی مرتضوی) به همراه عارف و ۲ نفر دیگر (خاکباز و توتونچی) قصد برگشت به تهران را داشتند که ناگهان اتوموبیل تریموف منحرف و چپ می‌کند. در این حادثه فقط عارف صدمه می‌بیند. او از ناحیهٔ پشت گوش و قفسهٔ سینه به شدت مصدوم می‌شود، به‌طوری‌که ۲۰ روز خانه‌نشین می‌شود و مادرش به تنهایی از او پرستاری می‌کند.
بعد از بهبودی نسبی، عارف به ادارهٔ فرهنگ قزوین و هنرستان محل کار مراجعه کرده و ماجرای تصادف و مصدومیت خود را برای مسئولان شرح می‌دهد، که البته مسئولان وقت ادعای عارف را قبول نکرده و با سردی با او برخورد می‌کنند. گویا آنان عکسی از عارف در مجله تهران مصور دیده بودند و غیبت غیرموجه او را به خوانندگی‌اش در تلویزیون مربوط می‌دانستند. به همین دلیل فعالیت و اشتغال عارف را به حالت تعلیق (منتظر خدمت) درمی‌آوردند. عارف مغموم و ناراحت به تهران بازمی‌گردد.

### ازدواج
عارف قبل از دریافت دیپلم ازدواج کرد. او ۴ بار ازدواج کرده که حاصل آن‌ها ۴ دختر به نام‌های سهیلا، سابرینا، نازلی و نیکیتا است که در اروپا و آمریکا زندگی می‌کنند. او همچنین یک پسر (به نام سهیل) داشت که در سن ۴۱ سالگی به دلیل سرطان لوزالمعده در آلمان درگذشت.

## فعالیت‌های هنری

### کودکی
عارف برای اولین بار در یک مهمانی ترانه‌ای آذری را به همراه سازهایی شامل تار و دف و کمانچه (به آذری تارگاوال) خواند. تا آن زمان حتی خانواده‌اش هم صدای آواز او را نشنیده بودند و از علاقه‌اش به این هنر آگاه نبودند.
همچنین زمانی که حدود ۶ سال سن داشت، ترانهٔ سوزناک «دنیا ز تو سیرم، بگذار که بمیرم» (از قاسم جبلی) را می‌خواند که اطرافیان و همسایگان را به تحسین وامی‌داشت و می‌گفتند: 
«چقدر قشنگ می‌خوونه، اگه نمی‌دونستیم این پسر ۵–۶ ساله‌س، حتماً باور می‌کردیم که عاشق شده…»

### اجرای جشن‌های مدرسه
هر سال در آموزشگاه‌ها جشن پایان سال تحصیلی برگزار می‌شد که در آن دانش‌آموزان برنامه‌های هنری را اجرا می‌کردند. عارف نیز هر سال بخش آواز برنامه را اجرا می‌کرد.

### ۹ سالگی
اولین کنسرت عارف در این سن برای سازمان موسوم به «سازمان حمایت از مادران و کودکان» با همراهی ویولن و ضرب انجام شد. در این سازمانِ نوپا کودکان می‌توانستند به اجرای برنامه‌های هنری بپردازند.

### نوجوانی
عارف در دوران نوجوانی مدتی را در گروه کر ملی مشغول تجربه‌اندوزی شد. این گروه از تعدادی پسر و دختر تشکیل شده بود که به سرپرستی ایرج گلسرخی به تمرین و اجرای آهنگ‌های فولکلور آن زمان می‌پرداختند. از آنجایی که این گروه زیرپوشش باشگاه جوانان دموکرات ایران بود، پس از مدتی به دلایل سیاسی منحل شد.

### جوانی
عارف در برنامه‌های جشن پایان سال تحصیلی هنرستان نیز با جدّیت شرکت می‌کند. همراهان او در سال اول عبارت بودند از: فرامرز پارسی (فلوت، ویولن)، سیروس شمشیری (جاز/درامز)، بهروز ندیمی(آکاردئون)، مهندس بنام(گیتار). این گروه سال دوم کامل‌تر شد و بسیار موفق‌تر و حرفه‌ای‌تر برنامه‌شان را اجرا می‌کنند، به‌طوری‌که عارف برای اجرای برنامه در جشن پایان سال کلیه آموزشگاه‌ها انتخاب می‌شود.

### جشن بزرگ تالار فرهنگ
جشن پایان سال کلیه آموزشگاه‌ها در تالار فرهنگ برگزار شد که جمعیتی حدود ۱۰۰۰ نفر را در خود جای داده بود، مهمان ویژهٔ این مراسم از خانوادهٔ سلطنتی پهلوی (فاطمه پهلوی یا شمس پهلوی) بود. عارفِ جوان برای اجرای برنامه به روی سن می‌رود و با دیدن جمعیت تصمیم به برگشتن می‌گیرد! اما دیر شده بود. بالاخره او بر ترس خود غلبه کرده و به سمت میکروفون رفته و آوازش را اجرا می‌نماید، که مورد تحسین همگان قرار می‌گیرد.

### حضور در رادیو و تلویزیون
در اواخر دهه ۳۰ خورشیدی، ایران دارای یک کانال تلویزیونی و دو کانال رادیویی بود. تلویزیون نوپا بود و در بین عموم مردم متداول نبود. عارف به راحتی می‌توانست به رادیو نیرو هوایی (به مدیریت سرهنگ آقاخانی) برود و مشهور شود، اما در آنجا سبک متفاوتی از آهنگ‌ها اجرا می‌شد (که بعدها به سبک «کوچه بازاری» مشهور گشت). هدف اصلی عارف حضور در رادیو ایران بود، چرا که بسیاری از استادان موسیقی ایران در آنجا حضور داشتند. بزرگ‌ترین سدّی که سر راه او بود امتحان ورودی و تأییدیه شورای موسیقی رادیو بود که عبور از آن برای همه میّسر نبود.

#### حضور آماتوری در تلویزیون
زمانی که عارف در هنرستان تدریس می‌کرد، ۴ روز هفته را بیکار بود. او تصمیم گرفت با یکی از دوستانش به نام جمشید زندی یک گروه آماتوری تشکیل دهند تا در تلویزیون (تلویزیون خصوصیِ ثابت پاسال) قطعات موسیقی را اجرا کنند. آن‌ها ۲ آهنگ اسپانیایی را انتخاب کردند که توسط جمشید زندی تنظیم شدند و عارف هم ترانه‌های آن‌ها را سُرود. این دو ترانه «مادر» و «جلوهٔ ماه» نام داشتند که در آن عارف خواننده بود و جمشید زندی هم نوازنده آکاردئون بود، به دلیل اینکه گروه ناقص بود آن‌ها مجبور بودند گیتاریست و درامر را کرایه کنند. این ترانه‌ها چندین هفته از تلویزیون پخش شد ولی موفقیتی در پی نداشتند.

#### حضور حرفه‌ای در تلویزیون
یکی از روزهایی که عارف و جمشید برای ضبط آهنگ‌های‌شان به ساختمان تلویزیون می‌رفتند با یکی از کارمندان تلویزیون روبرو شدند. این شخص اسد منصور نام داشت که سازندهٔ آگهی‌های تلویزیون (مدیریت تلویزیون آگهی) بود و همچنین در مجلهٔ تهران مصوّر کار می‌کرد. عارف در مورد هم صحبتی‌اش با اسد منصور می‌گوید:
«بهم گفت: می‌خوای توی جایگاه ویگن باشی؟ توی دلم خندیدم و گفتم شوخی می‌کنه! چون ویگن دست نیافتنی بود هیچ‌کس به گردپای او هم نمی‌رسید و آرزوی همه خواننده‌ها بود که کنارش باشن. جواب دادم: بله، حتماً. بهم گفت: این کارت منه، فردا بیا پیشم…»
فردای آن روز بین عارف و اسد منصور قراردادی بسته شد که به موجب آن قرار شد که مدیریت برنامه‌های عارف توسط اسد منصور انجام شود (شامل خرید ترانه و آهنگ، اجرای برنامه تلویزیونی و …) و ۳۰٪ کل درآمد را به عنوان حق‌الزحمه‌اش بردارد.
- دوصدایی با نارملا در تلویزیون:

اسد منصور در اولین قدم عارف را با بابک افشار آشنا کرد. پس از مدتی نیز نارملا به گروه اضافه شد. هرچند حضور همخوان در قرارداد عارف با اسد منصور وجود نداشت، اما عارف قبول می‌کند. نارملا دختری ایرانی-آشوری بود که دارای صدای سوپرانو بود. نفر چهارم این گروه، «فیروز» نام داشت که ایرانی الاصل و ساکن یونان بود. با پیشنهاد فیروز نسخه‌ای از گروه Kazantzidis & Marinella (که در یونان موفق بود) در ایران با عارف و نارملا تشکیل می‌شود.
اولین حضور عارف و نارملا در تلویزیون در سال ۱۳۴۰ خورشیدی در برنامه‌ای به نام «رنگین کمان» بود. مجری این برنامهٔ تبلیغاتی علی تابش بود که در آن عارف و نارملا ترانه‌های دوصدایی را به صورت زنده اجرا می‌کردند. این برنامه هفته‌ای ۲–۳ بار پخش می‌شد که بسیار مورد توجه تماشاگران قرار گرفت. محبوبیت ترانه‌های دوصدایی این زوج باعث شد تا آن‌ها به برنامهٔ تلویزیونی دیگری به نام «نقاب سیاه» دعوت شوند. آهنگ‌هایی که عارف و نارملا اجرا می‌کردند اغلب یونانی بودند که توسط بابک افشار تنظیم می‌شد و بیشتر اشعارش را پرویز وکیلی می‌نوشت. بعدها از عارف و نارملا و بابک به عنوان سه تفنگدار هنری یاد شده است. با مسافرت نارملا به آمریکا و جدا شدنش از گروه، بسیاری معتقد بودند که عارف موقعیتش را از دست خواهد داد، اما او برنامه‌های قابل توجهی را اجرا کرد و توانست در مدت کوتاهی با توفیق کامل روبرو گردد.
- دوصدایی با پوران در تلویزیون:

زمانی که عارف در ابتدای راه بود، پوران بسیار محبوب و مشهور بود. او به عارف اجازه داد که یک ترانهٔ دوصدایی را با هم در تلویزیون به صورت زنده اجرا کنند. نام این ترانه «دیده دیده» بود. این ترانه به حدّی مورد توجه قرار گرفت که برای بار دوم در همان برنامه اجرا شد. علت اجرای مجدد بخاطر تماسی بود که از دربار گرفته شد بود.

#### حضور حرفه‌ای در رادیو
اواخر دههٔ ۳۰ خورشیدی رادیو ایران به عنوان تنها رسانهٔ دولتی ایران، جایگاه بهترین‌ها بود. هر ترانه‌ای که از آن رادیو پخش می‌شد از فیلتری به نام شورای موسیقی رادیو عبور می‌کرد، چرا که اعتقاد داشتند هر ترانه باید از نظر شعر و آهنگ و آواز بدون نقص باشد. از طرف دیگر، اعضای این شورا از موسیقیدانان سنتی بودند و نمی‌خواستند آهنگ‌هایی غیر از موسیقی سنتی و ملی از رادیو پخش شود، بنابراین خیلی به ندرت آهنگ‌های پاپ از رادیو پخش می‌شد. در دوره‌های مختلف مشیر همایون شهردار، حبیب‌الله بدیعی، روح‌الله خالقی، مختاری و بعدها انوشیروان روحانی عضو این شورا بودند. هر خواننده‌ای می‌خواست صدایش از رادیو ایران پخش شود باید تست صدا می‌داد. ۹۹٪ شرکت‌کنندگان موفق نمی‌شدند تأییدیه شورا بگیرند. این ترس در عارف هم وجود داشت، اما همراهی پوران به او اعتماد به نفس داد. بانو پوران عارف را به شورا معرفی کرد و دورادور ناظر بر اجرای او شد. مرحله اول اجرای یک ترانه بود که دلبخواهی بود، عارف نیز ترانه «می‌خوام برم کوه» از ویگن را اجرا کرد. در مرحله دوم، داور شورا (مشیر همایون شهردار) در آستانهٔ ۸۰ سالگی پشت پیانو نشست و با دستان لرزانش از عارف تست زیر و بم نت‌ها را گرفت.
پس از این آزمون، صدای عارف مورد تأیید شورا قرار گرفت و داوران رأی به «کوک بودن» صدای او دادند. از آن پس عارف هم به مانند ویگن، محمد نوری، منوچهر سخایی و مهرپویا خوانندهٔ رسمی رادیو ایران در موسیقی پاپ شد و می‌بایست هر ماه یک ترانه اجباری برای ارکستر جاز رادیو و سه ترانه برای پخش زنده در رادیو اجرا می‌کرد.

### انتشار اولین صفحه
اولین ترانهٔ عارف که بر روی صفحهٔ گرامافون ضبط شد، ترانه‌ای دوصدایی همراه پوران بود که «هفت آسمون» نام داشت. این صفحه در سال ۱۳۴۱ خورشیدی منتشر گردید و باعث شد عارف به اوج شهرت و محبوبیت برسد. او برای خواندن این ترانه یک چک به مبلغ ۱۰۰۰ تومان را از مدیریت کمپانی رویال به عنوان دستمزد دریافت کرد.
عارف هنگام ضبط این ترانه هنوز به شغل معلمی مشغول بود. با وقوع تصادف و اخراج آبرومندانه از هنرستان، عارف تلاشی برای بازگشت به این شغل نکرد، چرا که حقوق ماهیانهٔ او به همراه اضافه کار و همچنین تحمل مسیر طولانی و خطرناک حدود ۹۰۰ تومان بود. اما او توانسته بود برای اجرای یک ترانه در عرض نیم ساعت ۱۰۰۰ تومان دریافت نماید.

### همکاری با گروه گلدن رینگ
گروه گلدن رینگ (Golden Rings) اواسط دههٔ ۴۰ خورشیدی توسط جمشید زندی شکل گرفت که ترانه‌های شاد و جوان‌پسندی را اجرا می‌کردند. اغلب این ترانه‌ها توسط سعید دبیری سروده می‌شد و همچنین نوازندگان گروه واروژ شبانی و فریبرز فرهادی بودند. پس از موفقیت «فیلم سلطان قلب‌ها» و بیشتر شدن محبوبیت عارف، جمشید زندی پیشنهاد یک کنسرت مشترک را به وی داد. پس از این کنسرت، عارف در اواخر سال ۱۳۴۷ خورشیدی به این گروه نوظهور پیوست. اما پس از مدتی از گروه جدا شد، چرا که خود را برای خواندن ترانه‌هایی به این سبک(راک اند رول) پیر می‌دید.
تا قبل از انقلاب، گلدن رینگ در بین گروه‌های مشابهٔ خود دارای طولانی‌ترین حیات حرفه‌ای بوده است.
ترانه‌هایی که با صدای عارف از گلدن رینگ به بازار آمد عبارتند از:
قصهٔ غصه‌ها، مرد غمگین، آی دخترا، لالایی، پل‌های شکسته، یک بوسه می‌خوام چند، عروس خونه، شاید بیاید.

### تلفیق موسیقی اصیل ایرانی و پاپ
عارف در سال ۱۳۴۶ با همکاری ایرج گلسرخی سعی کرد تا برخی از آهنگ‌های اصیل ایرانی را همراه با ارکستر سمفونیک اجرا نماید. ترانه‌هایی مانند شرح غم (چهره به چهره)، شرح پریشانی، همه هست آرزویم و بهار دلکش حاصل تنظیم ایرج گلسرخی بود که رُبع پرده آن‌ها حذف شده بودند.
در سال ۱۳۵۰، به دعوت امان منطقی، عارف برای فیلم غلام ژاندارم ترانه‌هایی اجرا کرد که از ملودی‌های قدیمی و اصیل ایرانی بودند. این دو ترانه، همه چیم یار و ای خدا بودند که خیلی زود بین مردم گل کرد، به‌طوری‌که هم ایرانی‌ها را مجذوب کرد و هم خارجی‌ها را. این همکاری در فیلم جبار سرجوخه فراری نیز ادامه داشت و ترانهٔ سر کُتل پای کُتل خلق شد که بر روی آهنگ شیرازی مستُم مستُم نوشته شده بود.
در سال‌های اخیر در چند مراسم که به نفع کمیته ایرانیکا برگزار شد، این ترانه‌ها توسط عارف به صورت زنده اجرا گردید. عارف مجدداً این ترانه‌ها را به همراه پیانو ضبط نموده و قصد دارد آن‌ها را در یک آلبوم منتشر نماید.

عارف و سیاوش قمیشی در جوانی

## فعالیت‌های اجتماعی

تصویری از عارف

عارف در اوایل دههٔ ۵۰ خورشیدی اقدام به تأسیس دفتری به نام بهکده نمود و از دیگر خوانندگان دعوت کرد تا به‌طور متناوب به بیمارستان‌ها و آسایشگاه‌های روانی سرکشی کنند و برای بیماران به صورت رایگان برنامه اجرا کنند. آغاسی، سوسن و پوران از جمله کسانی بودند که دعوت عارف را پذیرفته بودند.

## پس از انقلاب

### ماندن در ایران
عارف هم مانند بسیاری دیگر تصور می‌کرد که این انقلاب مثبت خواهد بود و در ایران آزادی‌هایی مانند شش ماه حضور مصدق برقرار می‌شود. او در ایران ماند و حتی برای انقلابی‌ها ترانه‌هایی چون برادر بیا و دست‌هایم را به‌تو می‌دهم (جوانه) را نیز اجرا کرد. آخرین برنامه‌ای که او در ایران اجرا کرد در یک جشن عروسی بود که از دید نیروهای کمیته «مجلس طاغوتی» می‌نمود. پس از پایان آن جشن، بین عارف و نیروهای انقلابی درگیری‌ای رخ داد. او می‌گوید:
یه بار یه بچه‌ای که تفنگ یوزی دستش بود، گفت می‌خواستم بیام داخل خونه‌تون همتون رو بکشم. اگر هم اومده بود اومده بود. یه اتفاقی بود مثل همه اتفاق‌های دیگهٔ اون موقع. من دیگه به یه جایی رسیده بودم که می‌دونستم نباید بمونم وگرنه کشته می‌شم.
پس از این درگیری، عارف تصمیم گرفت با پول ناچیزی که در اختیارش بود به آمریکا سفر کند تا به دوستان هنرمندش بپیوندد. او پس از ۷ ماه حضور، ایران را برای همیشه ترک کرد و به لندن رفت.

### اقامت در لندن
عارف در سال ۱۳۵۸ ایران را ترک کرد و به انگلیس رفت تا پس از توقف کوتاهی به آمریکا پرواز کند اما سفر وی به انگلیس با تسخیر سفارت آمریکا در تهران مصادف شد. با تسخیر سفارت آمریکا در تهران و وقوع گروگانگیری، پاسپورت ایرانیان باطل شد و عارف مجبور شد در لندن بماند. او در حالی که اندوختهٔ مالی چندانی نداشت به «نایت کلاب پارس» دعوت شد.
با روبه‌راه شدن اوضاع مالی، او در ساختمانی که جنتی عطایی در آن زندگی می‌کرد ساکن شد. عارف پس از مدتی کاباره‌ای را اجاره کرد که توسط سه ایرانی اداره می‌شد و برای افتتاحیه‌اش از جنتی عطایی، الهه، داریوش و فرامرز اصلانی دعوت به عمل آورد. چند روز قبل از افتتاحیه داریوش انصراف داد و هایده جایگزین وی گردید. این اولین اجتماع ۷۰۰ نفره ایرانیان در لندن پس از انقلاب بود. با مشکلاتی که بین ایرانی‌ها و عرب‌ها-که مشتریان قبلی آن کاباره بودند- پیش می‌آمد، عارف با همکاری جنتی عطایی سالن دیگری را مجهز نمود و نام آن را «کومه» نهاد.
بعد از مدتی، آشنایی با کاباره‌دار دیگری به نام «دارابی» و شراکت با وی، شروعی دیگر در موقعیتی بهتر را برای عارف در پی داشت.
پس از آشنا شدن عارف با سفیر آمریکا در لندن، او توانست اجازهٔ ورود به آمریکا را کسب نماید. اقامت کوتاه او در لندن ۲٫۵ سال طول کشید.

### اقامت در لس‌آنجلس
او در اوایل دههٔ شصت خورشیدی (۱۹۸۰ میلادی) به لس‌آنجلس رفت و در اولین قدم توانست ترانهٔ «سرباز کوچولو» را اجرا نماید. همکاری او با شرکت‌های پارس ویدئو، شرکت ترانه، کلتکس رکوردز و آرفی رکوردز باعث انتشار بیش از ۱۰ آلبوم موسیقی شد.
عارف در سال ۱۹۹۶ با همکاری همسر سابقش شرکتی به نام Rfaye باز کرد که بیشتر آلبوم‌های عارف و دیگر خوانندگان مشهوری هم چون هایده، مازیار آنجا تکثیر می‌شد.
او یکی از اعضای فعال تیم فوتبال ستارگان (هنرمندان اهل لس‌آنجلس) بود و حدود ۲۰ سال هر چهارشنبه در پست دفاع چپ این تیم بازی کرد. از دیگر اعضای فعال این تیم فوتبال اندی، ستار، داوود بهبودی و کامبیز قربانی (پسر گوگوش) می‌باشند.

### اقامت در دبی
عارف در اوایل دههٔ هشتاد خورشیدی، به کشور امارات رفت و در دبی ساکن شد. پس مدتی که آرامش به زندگی او برگشت توانست ترانهٔ عاشقانهٔ «آرامش» را اجرا نماید.
در سال‌های اخیر عارف یکی از اعضای فعال در گروه‌های سنتی، کلاسیک و پاپ می‌باشد. او به خاطر همکاری‌های چندین ساله خود با کمیتهٔ دوستداران ایرانیکا، مدال افتخار ایرانیکا را دریافت کرد.

## ترانه‌ها و آلبوم‌ها

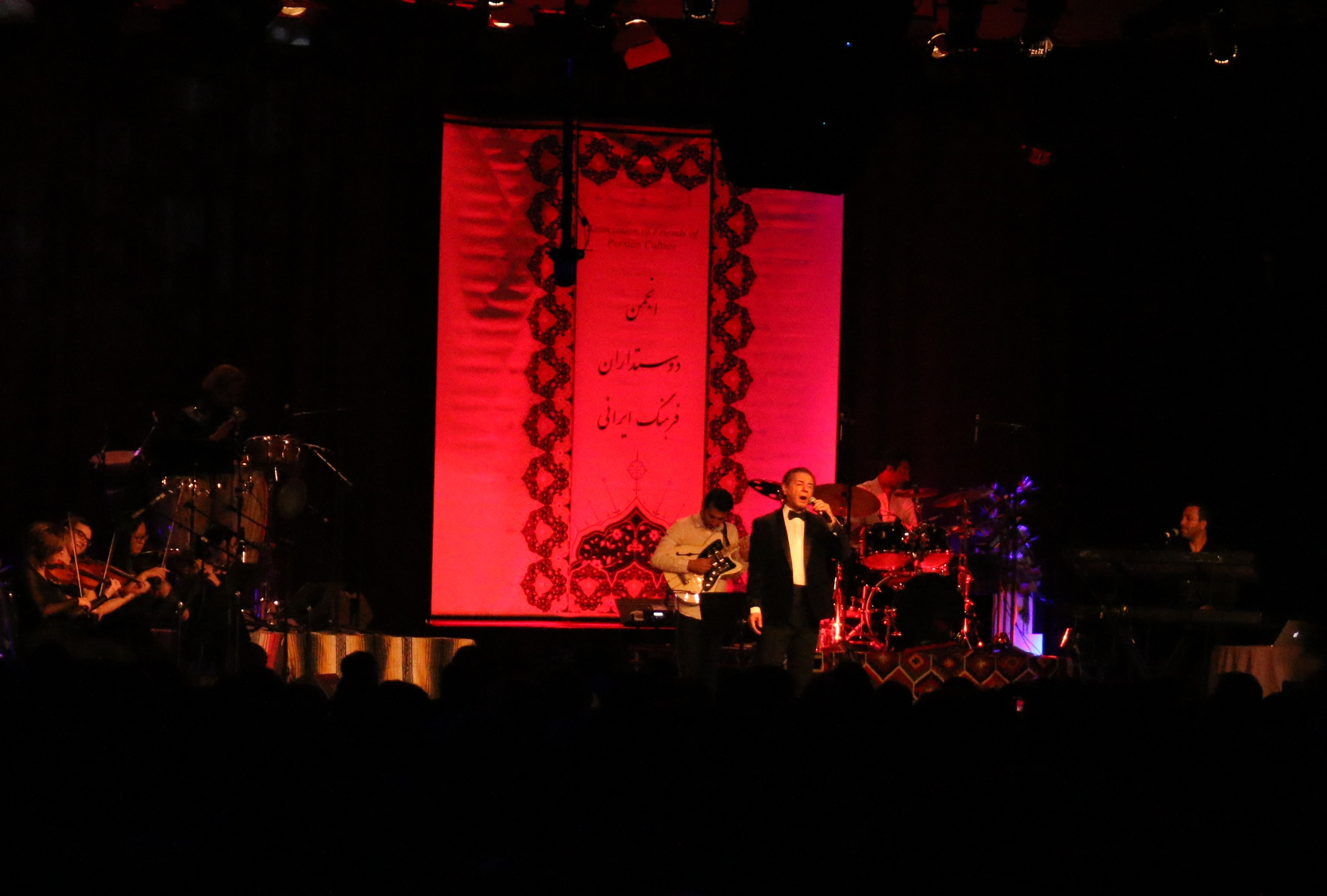
عارف در کنسرتی در شیکاگو، سپتامبر ۲۰۱۹

عارف تا به حال حدود ۹۰۰ ترانه خوانده که در تلویزیون، رادیو و فیلم‌های سینمایی اجرا شده‌اند ولی فقط برخی از آن‌ها به صورت صفحه، نوار کاست و CD عرضه شده است. او حدود ۲۰۰ ترانه را برای رادیو اجرا کرده که تنها در آرشیو رادیو موجود می‌باشد.
عارف در چند سال اخیر به انتشار تک ترانه‌هایی پرداخت که عبارتند از:
به تو هدیه می‌کنم (مرداد ۱۳۹۷)، همین بسه (خرداد ۱۳۹۷)، پیشمرگ (بهمن ۱۳۹۵)، کی بهتر از تو (آبان ۱۳۹۵)، عاشقونه (تیر ۱۳۹۵)، بغض دریا (بهمن ۱۳۹۴) موندگار (آذر ماه ۱۳۹۴)، گریه نکن (دی‌ماه ۱۳۹۳)، آهنگ غربت (خرداد ۱۳۹۳)، عشق(۲۹ اردیبهشت ۱۳۹۳)، توفان(۱۰ مهرماه ۱۳۹۲)، آرامش(۱۳۹۱)، اگه نباشی (به همراه رضا نادری- ۱۳۹۰)، ستاره‌ها، بزن آتش (۱۳۸۶)، خلیج فارس.

### سبک ترانه‌ها
در گذشته، کارهای عارف در بین دنبال‌کنندگان موسیقی به عنوان «سبک عارفی» شناخته می‌شد. روند شکل‌گیری این سبک به این صورت بود:
اواسط دههٔ ۲۰ خورشیدی ترانه‌ها به صورت تصنیف اجرا می‌شدند که تم عربی داشتند و بیشتر سوزناک و غم‌انگیز بودند. در این دوره خوانندگانی مانند قاسم جبلی، منوچهر شفیعی، آلفرد لازاریان و هوشنگ شوکتی حضور داشتند.
اواخر دههٔ ۲۰ خورشیدی، برخی از شاعران و مترجمان اشعار ترانه‌های روز اروپایی را «واو به واو» ترجمه می‌کردند. حمید قنبری و جمشید شیبانی از نخستین کسانی بودند که اشعار ترجمه شده را با همان آهنگ اصلی اجرا کردند. این سبک، پاپ بود ولی ایرانی نبود.
اوایل دههٔ ۳۰ خورشیدی، ترانه‌های عاشقانه با ارکستراسیون غربی و کلام فارسی اجرا شد. این سبک ترانه‌ها توسط محمد نوری، ویگن و منوچهر سخایی به مردم ارائه شد.
زمانی که عارف شروع به فعالیت کرد، از ویگن به عنوان «پایه‌گذار موزیک پاپ» نام برده می‌شد. او توانست با اضافه کردن ملودی‌ها و آلات موسیقی ایرانی به سبک قبلی، «سبک عارفی» را به وجود آورد.

### مفهوم ترانه‌ها

#### ترانه‌های عاشقانه
عارف در زندگی‌اش سختی‌های بسیاری را متحمل شده بود، به همین دلیل در صدای او یک «بُغض» وجود داشت. هچنین تنهایی‌های او باعث می‌شد که ترانه‌هایی را که می‌خواند برای شنونده بیشتر قابل لمس باشد و حس ترانه به خوبی منتقل شود. این بغض با اجرای ترانهٔ «دریاچهٔ نور» از بین رفت و او مجبور شد برای ایجاد آن بغض در ترانه‌هایش از افکارش کمک بگیرد تا حس را به وجود آورد. (عارف هیچ‌گاه از دود و الکل استفاده نکرد)
شهبال شب‌پره در ترانهٔ پاپ فادر در مورد عارف چنین نوشته است:
| سلطان قلب‌ها عارف بود         |  | خوندنش واسه دل عاشق بود |
| هرچی که می‌خوند بوی عشق می‌داد |  | نوید دوستی و سازش می‌داد |

#### ترانه‌های سیاسی و میهنی
عارف با وقوع انقلاب سعی کرد از خواندن ترانه‌های عاشقانه فاصله بگیرد و از دردهای مردم جامعه‌اش بخواند. او در زمان حضورش در کشور ترانه‌های برادر بیا و دست‌هایم را بتو می‌دهم را اجرا کرد.
در خارج از کشور نیز ترانه‌هایی مانند نبض من برای ایران، مردم همیشه مردم، سرباز کوچولو، خاموشی، روزگار غریبست نازنین، بمان مادر، خاک من ایران من کو، سرود ایران (چند صدایی)، خلیج فارس، بزن آتش را منتشر نمود.

#### ترانه‌های نوین فارسی
اوایل دهه ۵۰ خورشیدی، ترانه‌سراهای بزرگی مانند شهیار قنبری، اردلان سرفراز و ایرج جنتی عطایی شروع به تغییر دادن مسیر ترانه‌ها نمودند و از ادبیات سنگین فارسی استفاده کردند. این نوع ترانه‌ها مانند معادلات ۲–۳ مجهولی بودند که باعث گمراهی شنونده می‌شد. عارف به دنبال اجرای ترانه‌های ساده‌ای بود که برای شنونده ملموس باشد. مانند ترانهٔ «دلم باور نداره» با شعری از شهیار قنبری که اواسط دهه ۴۰ خورشیدی اجرا شد:
| میدونم مثل همه، تو هم از من سیر میشی |  | از غم و غصهٔ من، یه روزی دلگیر میشی |
| این دو تا دست سپید که توی دست منه    |  | میدونم که عاقبت دستمو پس میزنه     |
| میدونم اما دلم اینرو باور نداره      |  | بس که ساده‌س دل من، پشت هم بد میاره |

### ترانه‌های چند صدایی

#### دوصدایی با خوانندگان خانم
عارف علاوه بر نارملا و پوران با دلکش، رامش، گوگوش، عهدیه، بهشته، شاهین، هایده، پوران زندی (همسر جمشید زندی) نیز ترانه‌های دوصدایی را اجرا کرد که بیشتر برای در فیلم‌های سینمایی ساخته شدند. همچنین در سال ۲۰۰۲ میلادی، عارف به عنوان خوانندهٔ مهمان در کداک تئاتر حضور یافت و ترانهٔ «سلطان قلب‌ها» را همراه با لیلا فروهر اجرا کرد.
در دههٔ ۴۰ و ۵۰ خورشیدی، بیشتر کرهای سلوی ترانه‌های عارف توسط خانمی به نام هرمینه اجرا می‌گردید.

#### دوصدایی با خوانندگان آقا
ترانه‌هایی که عارف به همراه خواننده‌های مرد اجرا کرده عبارتند از: نصیحت (با امیر رسایی)، گل سرخ (با ستار)، ایران ایرانه (با شهرام کاشانی) و اگه نباشی (با رضا نادری)

#### اجرای مشترک با ویگن و منوچهر سخایی
اواخر سال ۱۳۷۰ خورشیدی (۱۷ مارس ۱۹۹۲) در یک جشنواره هنری ترانه‌های بارون بارونه، کلاغا و حالا خیلی دیره توسط ویگن و منوچهر سخایی و عارف به صورت مشترک اجرا شدند.

#### چند صدایی‌های دیگر
- ترانه‌های چهار صدایی (مربوط به فیلم دنیای پول):

برای این فیلم چندین ترانه ضبط شد که آهنگساز و تنظیم‌کنندهٔ آن‌ها انوشیروان روحانی بود و کلام آن‌ها توسط کریم فکور نوشته شده بود. در این فیلم دو ترانه به نام‌های «دل غافل» و «دستت را در دست من ده» با صدای عارف، ویگن، پوران و بهشته ضبط و اجرا شد.
- ترانهٔ چهار صدایی «پرستوها» (مربوط به فیلم دختر عشوه‌گر):

این ترانه همراه با عهدیه، آلیس و بلا ضبط و منتشر گردید.
- ترانهٔ سه صدایی «حمومی»:

این ترانهٔ فولکلور در سال ۱۳۵۳ خورشیدی توسط شماعی‌زاده تنظیم شد که توسط عارف، ابی و سلی اجرا گردید. همچنین این ترانه توسط شماعی‌زاده، مارتیک و بهرام نیز اجرا و منتشر گردید.
- ترانه‌های شش صدایی مربوط به نوروز ۱۳۵۷:

در یکی از ویژه برنامه‌های تلویزیونی دو ترانهٔ «سمنو» و «ای انسان» توسط عارف، سلی، بتی، نلی، نسرین و فرامرز پارسی اجرا شد.
- ترانهٔ شش صدایی «ایران» (وطن جان من، جانم ایران من):

این ترانه در سال ۱۳۶۷ خورشیدی (۱۹۸۸ میلادی) با شعری از همایون هوشیارنژاد و آهنگی از شماعی‌زاده در کاستی به نام «صلح» توسط پارس ویدئو تهیه و منتشر گردید که خوانندگان آن عارف، ویگن، شماعی‌زاده، هوشمند عقیلی و شیفته اجرا بودند.
- ترانهٔ نه صدایی «نوبهار»:

اجرا شده توسط عارف، ویگن، ستار، لیلا فروهر، مرتضی، اندی، کوروس، دلارام و فتانه
- ترانهٔ هشت صدایی «حاجی فیروز»:

اجرا شده توسط عارف، ویگن، شماعی‌زاده، فتانه، حسن شجاعی، ناهید، اندی و کوروس
- ترانهٔ دوازده صدایی «خاک من ایران من کو»:

اجرا شده توسط عارف، ستار، حبیب، هوشمند عقیلی، شاهرخ شاهید، مرتضی برجسته، علی نظری، احمد آزاد، نازی افشار، صادق نوجوکی، دلارام و شهلا سرشار
- ترانهٔ «موسیقی»:

این ترانه با همکاری ۲۴ هنرمند ایرانی به تهیه‌کنندگی تلویزیون تپش در سال ۲۰۰۶ میلادی ضبط شد. ترانه‌سرای این اثر پاکسیما زکی‌پور و آهنگساز و تنظیم‌کننده‌اش رامون بودند.

### ترانه‌های شاخص
- سوز و ساز:

این ترانه حاصل همکاری عارف با پرویز مقصدی است که نقطهٔ عطفی در شهرت وی بود.
عارف می‌گوید:
 اوایل کار هر آهنگی که پیشنهاد می‌شد می‌خواندم، ولی بعداً تصمیم گرفتم تا آهنگی به دلم ننشیند اجرا نکنم. به همین جهت سعی و کوشش فراوان نمودم تا آهنگ‌های مورد علاقه خودم را بخوانم و سرآغاز این ترانه‌ها «سوز و ساز» بود که با استقبال همگان مواجه شد.
- سایهٔ گریزان:

این ترانه در سال ۱۳۴۶ خورشیدی منتشر شد و هفته‌ها در صدر آهنگ‌های پر فروش بود. سایهٔ گریزان بر اساس آهنگی از «گروه بیتلز» (به نام I saw her standing there) ساخته شده که ریتم آن از دوچهارم به شش‌هشتم تبدیل شده و همچنین به سبک  گروه بیتلز با ۳ گیتار نواخته شده است. سرایندهٔ این ترانه پرویز خطیبی بود که برای تبدیل ریتم کمک بسیاری به عارف و زاون اوهانیان (تنظیم‌کنندهٔ این اثر) نمود.
- دریاچهٔ نور:

این ترانه در سال ۱۳۴۷ با ملودی زیبایی از پرویز مقصدی اجرا و منتشر شد. دریاچهٔ نور از سوی خوانندگان مجلهٔ جوانان در «رتبهٔ دوم برترین ترانهٔ سال ۱۳۴۷» قرار گرفت که باعث شهرت و محبوبیت بیشتر عارف گردید. احساس رضایتمندی عارف به حدی بود که بُغض صدایش را فراموش کرد. عارف می‌گوید:
زمانی که آهنگ «دریاچهٔ نور» بسیار گل کرده بود، ویگن هم به مقصدی مراجعه کرد تا آهنگی در این سطح برایش بسازد و او هم «گل سرخ» را نوشت که بسیار هم مورد توجه قرار گرفت.
- سلطان قلب‌ها:

این ملودی ماندگار توسط انوشیروان روحانی بر روی کلام ساده‌ای از محمدعلی شیرازی با تنظیم منوچهر چشم‌آذر در سال ۱۳۴۷ برای فیلمی به همین نام ساخته شد. این ترانه با وجود اینکه «ترانهٔ فیلم» به مفهوم مدرن و شناخته‌شده‌اش نیست، اما در گذر سال‌ها آن قدر شهرت و ماندگاری یافته که چشم‌پوشی از آن غیرممکن به نظر می‌آید. ترانه‌ای که شاید به‌ظاهر ساده و حتی تا حدی بازاری و بیش از حد رقیق به نظر بیاید، اما در خود راز ماندگاری و «آن» ی را دارد که بسیاری از آثار جدی‌تر و موفق‌تر فاقد این عنصر جادویی بوده‌اند.
فردین در «فیلم سلطان قلب‌ها» برخلاف دیگر آثارش که ایرج به جایش می‌خواند و او لب می‌زد، در این اثر عارف را جایگزین ایرج کرد. این جابجایی موجب شد که «ترانهٔ فیلم سلطان قلب‌ها» با دیگر آثار فردین تفاوت‌های چشمگیری داشته باشد. این تفاوت چه به لحاظ ترانه‌های فیلم و اشعار آن و چه به لحاظ ارکستراسیون و اجرا یک سر و گردن از تمام ترانه‌های قبلی فیلم‌های فردین بالاتر بود.
فردین برای اجرای ترانه‌های این فیلم انگیزهٔ شخصی داشت، او می‌گوید:
... خیلی از دست‌اندرکاران سینما اعتقاد داشتند اگر ایرج جای فردین نخواند، فردین شکست می‌خورد. به همین خاطر من «سلطان قلب‌ها» را ساختم با صدای عارف. از دیگر دلایلش این بود که ایرج هم مثل جلیلوند جای همه می‌خواند و از طرف دیگر دستمزدش را هم زیاد کرده بود.
این ترانه شنونده را به تماشای یک عشق رؤیایی و افسانه‌ای دعوت می‌کند که با وجود تردیدها، نیروی خیر بر شر پیروز می‌شود و عاشق و معشوق به هم می‌پیوندند. استقبال مردم از «ترانه‌های فیلم سلطان قلب‌ها» موجب شد که به فاصلهٔ کوتاهی آهنگ‌های این فیلم به صورت صفحه به بازار بیاید و عارف (به عنوان خوانندهٔ این ترانه‌ها) جایگاه مستحکم‌تری در بین خوانندگان آن دوره به دست آورد. عارف در سال ۱۳۷۲ (۱۹۹۳ میلادی) مجدداً این ترانه را با تنظیم عبدی یمینی اجرا نمود. با این حال در حافظهٔ شنیداری مردم نسخهٔ قدیمی ثبت شده است.
عارف می‌گوید:
من وظیفه داشتم که این ترانه را بازسازی کنم، به دلیل اینکه برای فیلم ضبط شده بود. در فیلم لازم بود که صداهای اضافی سنج (به نوازندگی شهبال شب‌پره) وجود داشته باشد، که در تنظیم دوم حذف شذند. همچنین در آن زمان ترانه‌ها به صورت استریو ضبط نمی‌شدند، ولی در تنظیم دوم با بهترین کیفیت ضبط شد. عبدی یمینی در تنظیم دوم از ۵۰–۶۰ نوازنده در استدیو استفاده کرد و صداهای گروه کر (متشکل از دختران و پسران آمریکایی) را در یک کلیسا ضبط نمود. اما من هرقدر هم این ترانه را عظمت دهم باز هم مردم نسخهٔ قبلی را می‌پسندند، چرا که آن اجرا در ذهنشان جا افتاده است.
- برگشته مژگان:

این ترانه از سوی خوانندگان مجله جوانان عنوان «بهترین ترانهٔ سال ۱۳۴۸» را کسب کرد و چند بار توسط خوانندگان دیگر با اسم «بید مجنون» منتشر شده است.
- طلسم آرزوها:

این ترانه از سوی خوانندگان مجله جوانان عنوان «بهترین ترانهٔ سال ۱۳۴۸» را کسب کرد. طلسم آرزوها اولین همکاری عارف با علیرضا طبایی بود در زمان خودش بارها از رادیو پخش شد و حدود یک سال و نیم ترانه روز به حساب می‌آمد. شهرت و فروش صفحهٔ «طلسم آرزوها» به حدی بود که کمپانی‌های صفحه پُرکنی یک صفحه از طلا به عنوان کادو به عارف اهدا کردند.
- قصهٔ شهر سکوت:

این ترانه دراواخر دههٔ ۴۰ به همراه «ارکستر دانشگاه تهران» (به سازندگی و رهبری فریدون شهبازیان) با شعری از اردلان سرفراز ضبط شد و به صورت صفحهٔ ۴۵ دور منتشر گشت. همچنین این ترانه در آلبوم «۳۷ترانه، ۳۷خواننده، ۳۷سال رادیو ایران» نیز به یادگار انتشار یافت.
- با من بمان:

این ترانه نیز دراواخر دهه ۴۰ به همراه «ارکستر مخصوص زنان ایران» (به سازندگی و رهبری فریدون شهبازیان) با شعری از ایرج جنتی عطایی ضبط شد و به صورت صفحهٔ ۴۵ دور منتشر گشت.
- حالا خیلی دیره:

اواخر سال ۴۹ یا ۵۰ شمسی که صفحه‌ها ۴۵دور و دو روی بودند، اردلان سرفراز دو شعر «شاید بدونی» و «حالا خیلی دیره» را در اختیار آهنگساز جوانی به نام حسن شماعی‌زاده قرار می‌دهد تا بر روی آن‌ها کار کند. او پس از بازگشت به ایران متوجه می‌شود که ترانهٔ «حالا خیلی دیره» با صدای عارف گل کرده است.
- بوم پام (Boom Pam):

این ملودی در دههٔ ۶۰ میلادی توسط Panos Gavalas (آهنگساز و شاعر یونانی) ساخته و توسط Aris San (خوانندهٔ اسرائیلی) اجرا و منتشر شد که بسیار شهرت یافت. در ایران نیز در ابتدا امیر رسایی آن را اجرا کرد، اما عارف با تنظیم تازه‌ای آن را مجدداً اجرا نمود. برخی از مجلات آن زمان شایعهٔ «اختلاف بین رسایی و عارف؛ مشاجرهٔ لفظی این دو نفر» را مطرح کرده بودند، اما امیر رسایی در مصاحبه‌ای اعلام کرد که:
«در مورد اجرای این ترانه توسط عارف کاملاً توافق داشتیم و جز او هیچ‌کس را به عنوان خوانندهٔ جاز قبول ندارم…»
- همه چیم یار - داش غلام (ای خدا):

این دو ترانه در سال ۱۳۵۰ برای فیلم غلام ژاندارم اجرا شدند. هر دو ترانه دارای ملودی اصیل ایرانی بودند که توسط انوشیروان روحانی تنظیم گردید و اشعار آن را امان منطقی سرود. از آنجایی که ملودی این ترانه‌ها اصیل بودند، خیلی زود سر زبان‌ها افتادند.
به دلیل استفاده از نام شخص، ترانهٔ داش غلام مجوز پخش از رادیو را نگرفت. اما پس از تصحیح شعر توسط نیر سینا -مسئول شورای شعر رادیو-، این ترانه مجدداً اجرا شد و با نام ای خدا (دنیا فقط دو روزه) پخش گردید.
- عشق تو نمی‌میرد:

این ترانه سال ۱۳۵۰ توسط علیرضا طبایی سروده شد و با ملودی زیبایی از جمشید زندی و تنظیم منوچهر چشم‌آذر ضبط و منتشر شد. همچنین لقب «مرد حنجره طلایی» برای عارف بر روی کاور صفحهٔ این ترانه درج شده بود. در سال ۱۳۷۲ (۱۹۹۳ میلادی) عارف مجدداً این ترانه را با تنظیم عبدی یمینی اجرا نمود.
- جهان پهلوان (فاتح خفته):

این مرثیه پس از درگذشت غلامرضا تختی در سال ۱۳۵۱ ضبط می‌شود، اما در سال ۱۳۵۸ خورشیدی با نام فاتح خفته به صورت محدود منتشر می‌شود. موسیقی زیبای بابک بیات بر روی سروده‌ای از شهرام دانش منجر به خلق اثر درخشانی شده که نشان از تعهد و شهامت بالای عوامل سازنده‌اش نیز دارد. اجرای چنین ترانه‌ای در شرایط سخت سیاسی زمانه‌اش اتفاق آسانی نبوده است. بابک بیات این قطعه را یکی از افتخارات کارنامه کاری‌اش می‌دانست. در تاریخ ۲۱ آذرماه ۱۳۹۱ این ترانه توسط عارف در اختیار بابک صحرایی قرار می‌گیرد تا در فضای مجازی منتشر شود. دکلمه‌ای که در انتهای آهنگ شنیده می‌شود نیز صدای شهرام دانش است. این قطعه به «بابک» پسر غلامرضا تختی تقدیم می‌شود.
- مرد تنها:

این ترانه با ملودی زیبایی از سورن و شعری از ایرج جنتی عطایی می‌باشد. عارف دربارهٔ این ترانه می‌گوید:
من وقتی این ترانه را اجرا می‌کنم احساس پرواز و سبکی می‌کنم. این آهنگ و شعر اثر عجیب و غیرقابل وصفی در من دارد.
- نامهربان (ای دو چشمت سبزه‌زاران):

این ترانه با کلامی از شهیار قنبری همراه با ملودی زیبایی از بابک افشار و تنظیم فوق‌العاده‌ای از واروژان در سال ۱۳۵۱ خورشیدی منتشر شد. عارف در سال ۱۳۷۲ (۱۹۹۳ میلادی) مجدداً این ترانه را با تنظیم تازه‌ای عبدی یمینی اجرا نمود.
- ای خدا حرفی بزن (غریبه):

این ترانه غم‌انگیز که گفتگویی است با خدا، توسط ایرج جنتی عطایی نوشته شد با ملودی‌ای از بابک بیات و تنظیم جاودانه‌ای از واروژان. این ترانه در سال ۱۳۵۱ خورشیدی برای فیلم «غریبه» با بازی بهروز وثوقی ضبط و منتشر گردید.
- پرنده (پرندهٔ مهاجر):

این ترانه در اوایل دهه ۵۰ خورشیدی توسط ایرج جنتی عطایی نوشته شد. نخست قرار بود این کار را ابی بخواند ولی به دلیل سانسور این امر میسر نشد. در سال ۱۳۵۳ ایرج جنتی عطایی بر روی ملودی بابک بیات کلام ترانهٔ «تپش» را می‌نویسد که توسط عارف اجرا می‌شود. پس از بازشدن نسبی فضای سانسورها، ترانهٔ «پرندهٔ مهاجر» با صدای عارف اجرا می‌شود. در سال ۱۳۶۹ خورشیدی(۱۹۹۰ میلادی) این ترانه با ملودی کاملاً متفاوتی توسط داریوش اجرا و منتشر می‌شود.
- نصیحت:

این ترانه غمناک حاصل همکاری عارف با پرویز مقصدی پس از ۴ سال قهر هنری می‌باشد که توسط کریم محمودی سروده شد. در ابتدا قرار بود که این ترانه توسط رامش اجرا شود که مناسب صدای عارف تشخیص داده شد.
- اوج (سهمم از تو):

این ترانه سروده‌ای از منصور تهرانی با ملودی زیبایی از حسن شماعی‌زاده و تنظیم واروژان است که بر روی صفحهٔ۳۳ دور ضبط و منتشر شد. یک سال بعد نیز با شکل دیگر و زمان کوتاه‌تر بر روی نوار کاست عرضه گردید. هم‌آوایی ترجیع‌بند این ترانه توسط حسن شماعی‌زاده انجام شده است.
- به امید دیدار:

این ترانه در سال ۱۳۵۳ (۱۹۷۴ میلادی) برای یادبود بازی‌های آسیایی تهران با شعری از تورج نگهبان (و تصحیح نیر سینا) به همراه آهنگی از حشمت سنجری اجرا و ضبط شد. برگزار کنندگان مراسم ترانه‌ای می‌خواستند که بیانگر احساسات و عواطف انسان‌ها در هر نوع «جدایی» باشد؛ یعنی نوعی خداحافظی که بتواند در هر موردی به کار رود.
حشمت سنجری در خاطراتش می‌گوید:
 با اینکه تعداد خوانندگان خوبی که در زمینه آوازخوانی شهرت دارند و من از صدای آن‌ها لذت می‌برم کم نیست، من شخصاً عارف را انتخاب کردم. در اینجا البته سلیقه شخصی من مطرح بوده است؛ ولی غیر از این مسئله هم باید اشاره کنم که او یکی از کسانی است که فکر می‌کنم حس موزیکالیته و ریتم خوبی دارد. در این خواننده احساس طبیعی ریتم وجود دارد. در ضمن، او علاوه بر اینکه خود ورزشکار است به ورزش علاقه بسیاری دارد و حتی در بسیاری از مسابقات فوتبال به صورت یک عکاس حرفه‌ای از مسابقه عکس می‌گیرد. به هر حال، پس از اجرای این قطعه متوجه شدم که انتخاب شایسته‌ای انجام داده‌ام و به خوبی از عهدهٔ انجام کار برآمده است. او درک موسیقی خوبی دارد و بیان مناسب با موسیقی دارد. گذشته از این، صدای او رِنگ قشنگی دارد که به دل می‌نشیند، یا دستکم به دل من می‌نشیند!
عارف در مراسم اختتامیهٔ این بازی‌ها، در حضور بیش از صدهزار نفر تماشاگر و همچنین مهمانان ویژه (مقامات عالی‌رتبهٔ ایران و سران دولت‌های آسیایی) این ترانه را همراه ارکستر سمفونیک تهران (شامل هفتاد نوازنده) به رهبری حشمت سنجری اجرا کرد. اجرای بی‌نقص عارف در این مراسم یک نتیجهٔ مهم را برای او در پی داشت: دریافت «مدال درجه اول همایون در بخش فرهنگی» از سوی محمدرضا شاه پهلوی.
عارف می‌گوید:
آن روز در استادیوم جمعیت زیادی آمده بود، صفحهٔ این ترانه با قاب زیبایی در بین تماشاگران پخش شده بود و همچنین متن ترانه برای مهمانان ویژه ترجمه شده بود تا متوجه بشوند همراه ارکستر چه خوانده می‌شود. اولین ملودی که زده شد، پژواک صدایش بعد از چند ثانیه به گوش‌مان برگشت. بروز این مشکل پیش‌بینی نشده بود و گروه را غافلگیر کرد. همه عصبی و کلافه شده بودند و می‌ترسیدند که من پس و پیش بخوانم. من سعی کردم به اعصابم مسلط باشم و صدای برگشتی را کاملاً نشنیده بگیرم و صدایم را با ریتم رهبر ارکستر هماهنگ کنم. پس از پایان اجرا همه گروه از خوشحالی همدیگر را در آغوش کشیدند، چرا که از بروز یک آبرویزی جلوگیری شده بود.
- نور و آینه و صدا / گل و تگرگ / باغ بارون زده:

این سه ترانه حاصل ۹ ماه سکوت عارف و تمرین مخفیانه با آهنگساز تحصیلکرده‌ای به نام سیاوش قمیشی می‌باشد.
بسیاری از مردم بر این باور بودند که این افت عارف به معنای «تمام شدن» اوست، اما خودش آن را دورخیزی برای کسب رکودهای بالاتر می‌دانست. هر چند که سیاوش قمیشی در دههٔ ۴۰ در گروهی به نام The Rables عضویت داشت، اما این سه ترانه جزو اولین قدم‌های حرفه‌ای او در موسیقی پاپ ایرانی می‌باشد.
سیاوش قمیشی اعتقاد داشت که آهنگسازان قبلی از تمام قدرت و وسعت صدای عارف استفاده نکرده‌اند و در همکاری‌اش با عارف وعدهٔ ترانه‌های متفاوتی را داده بود.
گل و تگرگ ترانه‌ای بود که توسط ایرج جنتی عطایی سروده شد که از بم‌ترین صدای عارف تا اوج صدای او ادامه پیدا می‌کند. عارف ۹۹٪ به موفقیت این ترانه خوش‌بین بود اما با بی‌مهری «شورای ترانهٔ رادیو» مواجه شد و مجوز پخش از رادیو را نگرفت.
- عشق (اونی که سه حرفِ اسمش):

این ترانه به عنوان اولین همکاری عارف و سیاوش قمیشی منتشر گردید که با سروده‌ای از منصور تهرانی کامل شد. پیشنهاد قرار گرفتن ساز ساکسیفون عربی بر روی این آهنگ توسط خود عارف مطرح شد که مورد موافقت آهنگساز قرار گرفت، بدین منظور عارف از نوازندهٔ گمنامی به نام مهدی مدنی دعوت به همکاری می‌کند. همچنین عارف در شوی پنجره‌ها نیز این ترانه را با رقص لیلا فروهر (در لباس عروس) اجرا کرد و عکس این دو نفر بر روی جلد مجله اطلاعات هفتگی چاپ شد.
- انتظار:

این ترانه در سال ۱۳۵۴ با ملودی زیبایی از انوشیروان روحانی و با شعری از اردلان سرفراز منتشر شد و نیز در جشن چهارم آبان سال ۱۳۵۶ به صورت زنده در تلویزیون ملی به همراه تکنوازی پیانو اجرا گردید. همچنین این ملودی با شعر دیگری از اردلان سرفراز (به نام تب انتظار) با صدای لیلا فروهر در فیلم «مهمان» عرضه شد.
- فضای تهی:

این ترانه در ابتدا توسط خوانندهٔ جوانی به نام حمید شب خیز به صورت شش‌هشتم اجرا شد. عارف نیز در سال ۱۳۵۶ این ترانه را بر روی آهنگ سنگینی از محمود قراملکی اجرا نمود. شعر این ترانه احساسات درونی عارف بود، چرا که پس از ۱۰ سال از همسر سوم خود جدا شده بود.
- مردم همیشه مردم:

زندگی نزدیک عارف با جنتی عطایی و بحث‌های ایدئولوژیکی این دو نفر به آفرینش ترانهٔ «مَردم همیشه مَردم» منجر شد که با آهنگسازی سیاوش قمیشی تکمیل گردید. این ترانه اولین و آخرین همکاری موسیقایی عارف و جنتی عطایی می‌باشد.
- سرباز کوچولو:

این ترانه در اوج جنگ ایران و عراق (اوایل دههٔ ۶۰ خورشیدی) اجرا و منتشر شد که شهادت پسران نوجوان ایرانی را نقد می‌نماید. شعر این ترانه توسط شاعر گمنامی به نام همایون هوشیارنژاد سروده شد و حسن شماعی‌زاده ملودی زیبایی را برای آن نوشت.
- بمان مادر:

این ترانه در سال ۱۳۶۵ خورشیدی با آهنگی از بابک افشار بر روی شعر و دکلمه‌ای از نادر نادرپور به همراه ارکستر بزرگی به رهبری احمد پژمان ضبط شد و به مادران شهدای جنگ ایران و عراق تقدیم گردید. سرمایه‌گذار این ترانهٔ پرخرج هاملت میناسیان بود که پس از تسویه حساب، عارف صاحب این اثر گردید. ۲ سال بعد پس آشتی بابک افشار با داریوش، همین ترانه توسط داریوش اجرا شد.
- روزگار غریبست نازنین:

این ترانهٔ معروف با آهنگی از احمد پژمان بر روی شعری از احمد شاملو به همراه ارکستر بزرگ ضبط و منتشر شد. در ابتدا بابک افشار بر روی این شعر آهنگی را نوشت که مورد تأیید عارف قرار نگرفت که باعث دلخوری وی گردید. قبل از انتشار ترانه، عارف به صورت تلفنی از شاملو (که ساکن کرج بود) کسب اجازه می‌نماید، او نیز بدون هیچ چشمداشتی ترانه‌اش را در اختیار عارف می‌گذارد. عارف این ترانه را افتخار زندگی‌اش (نه فقط زندگی هنری) می‌داند.
- خاک من (سرزمین من؛ my land):

این سرود ملی میهنی در نوروز ۱۳۶۶ به تهیه‌کنندگی عارف منتشر شد. موزیک و تنظیم و رهبری ارکستر توسط احمد پژمان (با دستیاری فرید فرجاد) بر روی شعری از هما میرافشار انجام شده است. ۱۲ خواننده‌ای که در این اثر حضور داشتند عبارتند از: عارف، ستار، هوشمند عقیلی، شاهرخ شاهید، مرتضی برجسته، حبیب، علی نظری، احمد آزاد، نازی افشار، صادق نوجوکی، دلارام و شهلا سرشار.
- سلام تهران:

این ترانه با آهنگی از واروژان بر روی شعری از ایرج جنتی عطایی به همراه ارکستر بزرگ ضبط شد، این ترانه در سال ۵۷ و در بحبوحهٔ انقلاب منتشر شد و همین امر باعث شد این ترانه کمتر شنیده شود.
- نوبهار:

این سرود نوروزی در نوروز ۱۳۷۲ به تهیه‌کنندگی منوچهر بی‌بیان در تلویزیون جام جم ضبط شد. ۹ خواننده‌ای که در این اثر حضور داشتند عبارتند از: عارف، ویگن، ستار، مرتضی برجسته، فتانه، لیلا فروهر، اندی، کوروس و دلارام.
- گل گلخونه:

این ترانه آغازگر فصل تازه‌ای از فعالیت‌های هنری عارف در غربت می‌باشد. ترانه‌سرا و آهنگساز این ترانه جهانبخش پازوکی بود که در آن زمان در ایران زندگی می‌کرد و این ترانه را به همراه ویولن از طریق تلفن به عارف رساند که توسط منوچهر چشم‌آذر به زیبایی تنظیم گردید. در این ترانه منظور از «تو به من هدیه بکن پر پرواز» آرزوی شاعر برای خروج از ایران بوده است.
- خلیج فارس:

پس از خودداری ابی از خواندن ترانه خلیج در کنسرتی در دبی (نوروز ۱۳۸۲) و مشاجرهٔ این خواننده با جمعی از طرفدارانش، شهر لس‌آنجلس برای مدتی به دو اردوی موافق و مخالف این آوازخوان تقسیم شد. عارف در صدد برآمد تا برای ابراز پشتیبانی از نام و نشانه‌های تاریخی خلیج‌فارس، ترانه‌ای تازه به همین نام اجرا کند. عارف می‌گوید:
با مسائلی که پیش‌آمد که من وارد آن مطالب نمی‌شوم، احساس کردم که برادر عزیر من آقای ابی در این مسئله تنهاست و احتیاج است که ما هم در کنارش باشیم و او را تنها نگذاریم و در سنگر تنها مانده. نتیجتاً این فکر را همیشه داشتم که ترانه‌ای به اسم خلیج‌فارس باید خوانده شود با یک مضمون دیگری با شکل دیگری و تابلوی دیگری؛ ولی می‌دانستم که این کار بسیار کار مشکلی است. اول این که همیشه فکر می‌کردم اگر این کاری که قرار است ما اجرا کنیم نتواند نمره بیست بیاورد و حداقل کنار آن خلیج قبلی بایستد و محکم بایستد نباید اجرا شود ولی خوشبختانه این مسئله حل شد و به جرأت می‌توانم بگویم که ترانه‌ای به همان زیبایی خلیج ابی خواهد بود و سنگر دو سرباز خواهد داشت و من در کنار آقای ابی خواهم ایستاد. 
- وصیت‌نامه:

این ترانه در سال ۱۳۷۷ خورشیدی در آلبومی به همین نام (به صورت تک‌آهنگ) گنجانده و منتشر شد. مضمون این ترانه، زبان حال مادران میهن و وصیت‌نامه شهدای جنگ ۸ ساله می‌باشد که با کلام مسعود امینی اجرا شده است. یک سال بعد از انتشار این ترانه، شهرام صولتی با تغییراتی در شعر و با تنظیم متفاوتی این ترانه را با نام «خاک» اجرا و منتشر می‌کند.
- بزن آتش:

این ترانه براساس سرودهٔ شهریار دادور و با آهنگسازی اسفندیار منفردزاده در سال ۱۳۸۵ خورشیدی (۲۰۰۷ میلادی)، به مناسبت روز جهانی زنان(۸ مارس) اجرا گشت.
- اگه نباشی:

پس از سال‌ها سکوت در۲۰ مه سال ۲۰۱۲ این ترانه با همکاری رضا نادری به بازار عرضه شد. آهنگسازی و ترانه‌سرایی رضا نادری که یک دوئت عاشقانه و دوصدایی با او است.
- آرامش:

این ترانه که حاصل اولین همکاری عارف با هنرمندان داخل ایران می‌باشد در سال ۱۳۹۱ خورشیدی منتشر شد. حمیدرضا صمدی (ترانه‌سرا) و بابک زرین (آهنگساز و تنظیم‌کننده) این اثر را به عارف هدیه دادند. در سال ۱۳۹۵ خورشیدی در فیلم هفت‌ماهگی قسمتی از این ترانه پخش شد.
- توفان:

این ترانه حاصل همکاری عارف با بابک صحرایی (ترانه‌سرا)، حامد حنیفی (آهنگساز) و نیکان ابراهیمی (تنظیم‌کننده) می‌باشد. ویدئوی این ترانه در مهرماه ۱۳۹۲ پخش شد که اشاره‌ای به ترانه‌ها و ملودی‌های گذشتهٔ عارف دارد. «توفان» تداعی‌کنندهٔ ترانه‌های دریاچهٔ نور، عشق تو نمی‌میرد، قصر صدف، سلطان قلب‌ها، نامهربان (ای دو چشمت سبزه‌زاران)، گل گلخونه، حالا باز دوباره من، خواب ستاره، غریبه (ای خدا حرفی بزن) و ای‌خدا (دنیا فقط دو روزه) می‌باشد. این ترانه در بسیاری از رده‌بندی‌ها به عنوان بهترین ترانه انتخاب شد و رکوردی بالغ بر یک میلیون دانلود را کسب کرد.
هم‌آوایی قسمتی از این ترانه توسط هلن انجام شده است.
- عشق:

این ترانهٔ عاشقانه اولین همکاری عارف با افشین مقدم به عنوان ترانه‌سرا می‌باشد که با آهنگ و تنظیم فرزین قره گزلو در تاریخ ۲۹ اردیبهشت ۱۳۹۳ خورشیدی(۲۰۱۴ میلادی) منتشر گردید.
- گریه نکن:

این ترانه با شعر و آهنگی از عماد رام در اول ژانویه ۲۰۱۵ منتشر شد. در ابتدا قرار بود که این ترانه در قالب آلبوم «عزیز قصّه» منتشر گردد که میسّر نشد، اما پس از حدود ۱۳ سال با تنظیم تازه‌ای از کاظم عالمی ضبط و منتشر گردید.
زمانی که عارف در جشن عروسی فرزند عماد رام در آلمان شرکت کرد، این شعر و نُت کاملش را به عنوان سپاس از عماد رام دریافت نمود.
- موندگار:

این ترانه در ۱۷ آذر ۱۳۹۴ (برابر با ۸ دسامبر ۲۰۱۵) از طریق کمپانی رادیو جوان منتشر شد. ترانه‌سرای این اثر متفاوت پاکسیما زکی پور بوده و همچنین آهنگساز و تنظیم‌کنندهٔ آن محمد مقدم می‌باشد.
- بغض دریا:

این ترانه در ۲۷ بهمن ۱۳۹۴ خورشیدی با ترانه‌ای از رها اعتمادی و آهنگی از بابک سعیدی توسط رادیو جوان منتشر شد. همان شب عارف در اینستاگرام خود چنین نوشت:
... بعد از سال‌های طولانی تجربه و اجرای آهنگ‌های گوناگونی که داشته‌ام این ترانه شدیداً مرا تحت تأثیر قرار داد و من با اجرای این ترانه زندگی کردم.
- عاشقونه:

این ترانه حاصل همکاری مجدد عارف با حسن شماعی‌زاده پس از حدود ۲۰ سال است که با شعری از افشین مقدم و تنظیم تیگران ساکیان اجرا شده است که در اوایل تابستان ۱۳۹۵ منتشر شد.
- کی بهتر از تو:

این ترانه با سروده‌ای مشترک از افشین مقدم و مونا برزویی بر روی آهنگی از رحمت علی‌اف (آهنگساز اهل ازبکستان) نوشته شد که توسط محمد مقدم تنظیم گردید و در ۹ آبان ۱۳۹۵ انتشار یافت.
- پیشمرگ:

این ترانه اثری است با ترانه‌سرایی افشین مقدم و آهنگسازی و تنظیم حامد حنیفی که در سال ۱۳۹۲ ضبط شد اما در ۱۱ بهمن ۱۳۹۵ منتشر گردید.
- همین بسه:

این ترانه که حاصل همکاری عارف با یغما گلرویی (به عنوان ترانه‌سرا)، شادمهر عقیلی (به عنوان آهنگساز) و تنظیم هومن نامداری می‌باشد در سال ۱۳۹۵(۲۰۱۶ میلادی) ضبط شد و پس از دو سال وقفه، در ۱۷ خرداد ۱۳۹۷ منتشر گردید.
- به‌تو هدیه می‌کنم:

این ترانه اثری است با آهنگسازی رامین زمانی و تنظیم خشایار بندار. کلام این ترانه الهامی است از ترانه «به تو تقدیم می‌کنم» از مریم حیدرزاده که توسط رامین زمانی کامل شده است که در سال ۱۳۹۶ خورشیدی ضبط شد و در تاریخ ۴ امرداد ۱۳۹۷ توسط رادیو جوان پخش گردید. موزیک ویدئوی این ترانه در آمریکا و گرجستان با حضور «بهترین طرفداران استاد عارف» ضبط شد و عارف این ترانه را به تمامی دوستدارانش هدیه کرده است.

### ۲۰ ترانهٔ برتر
در تاریخ ۲۷ تیرماه ۱۳۹۵ خورشیدی در برنامه‌ای موسوم به بهترین‌های عارف، ۲۰ ترانهٔ وی انتخاب گردید. این نظرسنجی مردمی یکسال قبل از پخش برنامه از طریق سایت تلویزیون من و تو انجام شد.
1. سلطان قلب‌ها
2. عشق تو نمی‌میرد
3. حالا خیلی دیره
4. ای خدا حرفی بزن (ای‌خدا، آه ای‌خدا)
5. گل گلخونه
6. ای خدا
7. خواب ستاره
8. دریاچهٔ نور
9. قصر صدف
10. حالا باز دوباره من
11. عشق
12. کوچولو
13. باغ بارون زده
14. ای دل، ای دل
15. گریه نکن
16. سرباز کوچولو
17. گریه بس کن
18. همه چیم یار
19. صدایم کن
20. سراب

## حضور در سینما

### به عنوان خواننده
در بین خوانندگان، عارف به همراه ایرج، پورهاشمی و عهدیه بیشترین ترانه‌ها را برای فیلم‌ها خوانده‌اند.
در سبک پاپ، عارف با بیش از ۵۸ فیلم پُرکارترین خواننده در فیلم‌های فارسی بوده است.
از صدای عارف علاوه بر تیتراژ فیلم‌ها، بر روی لب‌های چهره‌هایی نظیر محمدعلی فردین، علی تابش، ایرج قادری، بهروز وثوقی، ایرج رستمی، جواد قائم مقامی، گرشا رئوفی و … استفاده گردید.
با توجه به اطلاعات موجود، اولین ترانه‌ای که عارف برای فیلم‌ها اجرا کرد در سال ۱۳۴۱ برای فیلم قربانی هوس بوده است. این فیلم در اول فروردین ۱۳۴۲ در سینماها به اکران عمومی درآمد.
در میان آثار سینمایی عارف، ترانه‌هایی که در فیلم‌های سلطان قلب‌ها و غلام ژاندارم اجرا شد دارای شهرت بیشتری می‌باشند. ترانهٔ سلطان قلب‌ها در گذر سال‌ها آن قدر شهرت و ماندگاری یافته که چشم‌پوشی از آن غیرممکن به نظر می‌آید؛ به طوری که در جشن «صدمین سال تولد سینمای ایران» در سال ۱۳۷۹، با پخش آهنگ این فیلم باعث جاری شدن اشک‌های حاضران گردید.

### به عنوان هنرپیشه و خواننده
اولین بار که چهرهٔ عارف بر روی پردهٔ سینما نقش بست در سال ۱۳۴۴ برای فیلم «در دنیا بیگانه بودم» می‌باشد. او در این فیلم به عنوان خوانندهٔ کاباره ایفای نقش نمود.
به دعوت تهیه‌کنندگان سینما، عارف هم به مانند ویگن و منوچهر سخایی به سینما کشیده شد. او مجموعاً در ۶ فیلم بازی کرد ولی پس از مدتی از دنیای بازیگری کناره‌گیری کرد.
فیلمهایی که عارف بازی کرده عبارتند از:
- ۱- ازدواج ایرانی (احمد نجیب‌زاده، ۱۳۴۷)
- ۲ - عشق آفرین (احمد نجیب‌زاده، ۱۳۴۸)
- ۳ - ساقی (جمشید شیبانی، ۱۳۴۹)
- ۴ - آینه زمان (احمد نجیب‌زاده، ۱۳۴۹)
- ۵- قربون هرچی خوشگله (نظام فاطمی، ۱۳۵۲)
- ۶- بزن بریم دزدی (داریوش کوشان، ۱۳۵۳)

همچنین در سال ۱۳۴۵ خسرو پرویزی (کارگردان معروف) فیلمی به نام آقا دزده را به سه خواننده روز و محبوب (یعنی ویگن و عارف و منوچهر سخایی) پیشنهاد می‌دهد که هر سه موافقت می‌کنند. مقدمات کار فراهم می‌شود، همه چیز مرتب است اما بنا به دلائلی امکان ادامه پروژه میسر نمی‌شود. در نهایت پیشنهاد بازی در این فیلم به رضا بیک ایمانوردی داده می‌شود که به‌ناچار دو نقش گانگستر و ساده لوح را بازی می‌کند.
در صورت اتمام این پروژه با حضور هر سه خواننده، این فیلم می‌توانست یکی از فیلم‌های پولساز دهه ۴۰ باشد.
اواخر دههٔ ۴۰ خورشیدی قرار بود پروژهٔ فیلم «گلی به نام گوگوش» به تهیه‌کنندگی محمود قربانی با بازی گوگوش و عارف کلید بخورد که انجام نپذیرفت.

### پس از انقلاب

#### مستند «عارف به توان دو»
این فیلم مستند- داستانی که به کارگردانی «نادر داودی» در سال ۱۳۸۶ ساخته شده است، شرح آمال و آرزوی جوانی به نام «بزرگمهر» در تهران است که شیفتهٔ «عارف» می‌باشد و به همین دلیل به «عارف» مشهور است. او امیدوار است روزی عارف عارف‌کیا را از نزدیک ببیند.

#### فیلم «آهنگ غربت»
این فیلم بلند (با نام اصلی The Tune of Nostalgia) به کارگردانی ژوزف هوسپیان (فرزند کشیش هایک هوسپیان) ساخته شده و در جشنوارهٔ سان فرانسیسکو به عنوان بهترین فیلم خارجی انتخاب گردیده است. این فیلم براساس تجربیات واقعی زندگی از پناهندگان ایرانی در اتریش می‌باشد.
در سال‌های اخیر در برخی از فیلم‌های ایرانی به طرز ناشیانه‌ای از ترانه‌های عارف استفاده شده و مجوز پخش گرفته‌اند. در فیلم‌های ابد و یک روز و هفت ماهگی به ترتیب ترانه‌های گل گلخونه و آرامش با صدای عارف شنیده می‌شوند.

## حضور در شبکه‌های تلویزیونی

### مُجری برنامه تلویزیون
«کوکو» نام یکی از ویژه‌برنامه‌های تلویزیون ملی در نوروز ۱۳۵۰ خورشیدی بود که توسط عطاالله خرم تهیه و توسط عارف اجرا گردید. این برنامه در سال ۱۳۴۹ در شش قسمت ضبط شد که به معرفی خوانندگان جوان پرداخته بود.

## بازی در نمایشنامه‌های تلویزیونی
با رشد تلویزیون‌های کابلی در دهه ۶۰ خورشیدی، ایرانیان مقیم لس‌آنجلس شروع به تهیهٔ برنامه‌هایی برای پخش در کانال ۱۸ نمودند. یکی از این تلویزیون‌ها «دیار» نام داشت که شهرام شب‌پره، رافی خاچاطوریان، آیلین ویگن، بدری همت‌یار به همراه ویگن و عارف به بازی در نمایشنامه‌های «به خانه برمی‌گردیم» و «تلخ و شیرین» می‌پرداختند

## داوری در نکست پرشین استار
سری ششم این برنامه با حضور عارف، ستار، وارطان آوانسیان، امید، محمد مقدم و منوچهر چشم‌آذر از تاریخ ۴ آبان ۱۳۹۴ از طریق شبکه ماهواره‌ای تی‌وی پرشیا پخش گردید.

## افتخارات و جوایز
- دریافت عالی‌ترین مدال فرهنگی کشور (مدال درجهٔ اول همایون):

در شهریور سال ۱۳۵۳ خورشیدی، عارف به دلیل اجرای زنده و بی‌نقص ترانهٔ به امید دیدار در مراسم اختتامیهٔ بازی‌های آسیایی تهران در ورزشگاه آزادی این مدال را از دست محمدرضا پهلوی دریافت نمود. متأسفانه به دلیل کوچ اجباری، عارف نتوانست این مدال ارزشمند را از ایران خارج نماید.
- دریافت مدال افتخار ایرانیکا:

در اردیبهشت سال ۱۳۸۷ خورشیدی، عارف به دلیل همکاری‌های چندین ساله خود با کمیته دوستداران ایرانیکا که بدون چشمداشت مالی انجام شد، این مدال را دریافت نمود.
- انتخاب به عنوان بهترین خوانندهٔ مرد موسیقی پاپ (۹ دوره):

این نظرسنجی که توسط مجله جوانان به نام رفراندوم محبوب‌ترین چهره‌های موزیک سال برگزار می‌شد، از سال ۱۳۴۵ تا ۱۳۵۶ خورشیدی ادامه داشت. بهترین‌های هر دوره به این صورت بود:
| سال  | نفر اول             | نفر دوم      | نفر سوم       | نفر چهارم | تاریخ چاپ مجله   |
| ۱۳۴۵ | ویگن                | ایرج         | جمشید علیمراد | عارف      |                  |
| ۱۳۴۶ | ویگن - عارف         | ایرج         | گلپایگانی     |           |                  |
| ۱۳۴۷ | ویگن                |              |               |           |                  |
| ۱۳۴۸ | عارف                | ویگن         | سرهنگ زاده    |           |                  |
| ۱۳۴۹ | عارف                |              |               |           |                  |
| ۱۳۵۰ | عارف                |              |               |           |                  |
| ۱۳۵۱ | عارف - منوچهر سخایی | فریدون فروغی | امیر رسایی    |           |                  |
| ۱۳۵۲ | عارف                | داریوش       | منوچهر سخایی  |           |                  |
| ۱۳۵۳ | عارف                | ستار         | وفا           |           | ۱ اردیبهشت ۱۳۵۴  |
| ۱۳۵۴ | عارف                | ویگن         | منوچهر سخایی  |           | ۲۰ اردیبهشت ۱۳۵۵ |
| ۱۳۵۵ | عارف                | شماعی‌زاده    | ویگن          |           | ۱۵ اسفند ۱۳۵۵    |
| ---- | ------------------- | ------------ | ------------- | --------- | ---------------- |

- انتخاب به عنوان جذاب‌ترین مرد سال (۱۳۵۲ خورشیدی):

این نظرسنجی توسط مجلهٔ زن روز برگزار شد که در آن ۱۷هزار زن و دختر ایرانی شرکت کردند. نامزدان دریافت این جایزه از بین سیاستمداران، هنرمندان و ورزشکاران آن زمان (اساساً تمام مردان مشهور ایرانی به جز شاه) انتخاب شده بودند. ترتیب آرا به این شرح بود:
۱-عارف ۲-ناصر ملک مطیعی ۳-بهروز وثوقی ۴-محمدعلی فردین ۵-همایون بهزادی ۶-امیرعباس هویدا ۷-نعمت‌الله آغاسی ۸-پرویز صیاد ۹-حبیب‌الله روشن‌زاده ۱۰-فریدون فرخزاد ۱۱-منوچهر سخایی ۱۲-حسین کلانی ۱۳-ناصر حجازی ۱۴-منوچهر اقبال ۱۵-انوشیروان روحانی
- انتخاب به عنوان صاحب زیباترین لبخند (۱۳۵۲ خورشیدی):

ذر این نظرسنجی که توسط مجلهٔ جوانان برگزار شد، عارف و گوگوش (در دو بخش مردان و زنان) صاحب زیباترین لبخند شناخته شدند.
- حضور در جشن دویستمین سال استقلال آمریکا:

دراین مراسم سال ۱۳۵۴ خورشیدی (۱۹۷۵ میلادی) در مدیسن اسکوئر گاردن (واقع در شهر نیویورک) برگزار شد که در آن کشورهای زیادی دارای غُرفه بودند. از ایران نیز محصولاتی مانند صنایع دستی و خاویار در این نمایشگاه معرفی و فروخته می‌گردید. همچنین عارف و مرضیه از طرف رادیو به این مأموریت رفته بودند که هر روز برنامه اجرا می‌کردند.
- اجرای برنامه در مرکز هنرهای نمایشی لینکلن:

زمانی که عارف در جشن دویستمین سال استقلال آمریکا حضور پیدا کرده بود، برای اجرای برنامه به این مرکز معتبر نیز دعوت شد که تا به امروز برای هیچ‌یک از خوانندگان ایرانی میسّر نگردیده است.
- دریافت لوح تقدیر از دانشگاه UCLA دریافت چندین لوح تقدیر از دانشگاه UCLA
- والاترین نشان عارف معتقد است که والاترین و زیباترین نشان را از مردم ایران کسب کرده است؛ چرا که بعد از ۵۷ سال خوانندگی هنوز مردم او را دوست دارند و با هیجان بیشتری به کنسرت‌هایش می‌روند تا از نزدیک با وی ملاقات کنند.

## آرزوی بازگشت به ایران
عارف در سال‌های اخیر کشور امارات را برای سکونت انتخاب کرده که دلیل آن را فاصلهٔ کم ۲۰ دقیقه‌ای با ایران می‌داند. او بیش از ۱۰ سال هر شب (بجز ایام سوگواری) در دبی برنامه اجرا کرده و از این طریق با ایرانیان داخل کشور در ارتباط نزدیک بوده است.
وی همیشه در برنامه‌هایش از آرزویش که بازگشت به ایران است سخن به میان آورده است. این حرف‌ها به گوش نیروهای امنیتی ایران رسیده و شروطی را برای بازگشت عارف تعیین نموده‌اند: نوشتن توبه‌نامه، فراموش کردن هنر خوانندگی، حضور در اجتماع کمتر از ۵ نفر. این شروط برای عارف بسیار سنگین و دردناک بوده و همانند برخی از همکارانش به آن شروط نه گفته است.
پس از اعتراضات بر حق مردم خرمشهر به دلیل بی آبی، عارف در پیامی گفت که آرزویش اینست که در شهرهای جنوبی ایران به «کشاورزی» بپردازد.

حضور عارف در جایگاه سلاطین، سالن دالبی لس‌آنجلس (۲۰۱۷)

## ترانه‌های مناسبتی
- ترانهٔ شاهنشاه:

در بحبوحهٔ انقلاب (جشن‌های آبان ۱۳۵۶)، عارف به همراه انوشیروان روحانی در برنامه‌ای تلویزیونی حضور یافت و قطعه‌ای به نام شاهنشاه را در مدح محمدرضا پهلوی به صورت زنده اجرا کرد.
- ترانهٔ تاج خسروی:

این ترانه به مناسبت سالگرد تاجگذاری به صورت دوصدایی (همراه با رامش) اجرا شد.
- ترانهٔ پیام صلح:

این ترانه به مناسبت سالگرد انقلاب سفید اجرا و از طریق رادیو ایران به گوش مردم رسید.
- حضور در ظُفار:

عارف هم مانند گوگوش و پوران در جریان جنگ ظُفار به عمان رفت و برای سربازان ایرانی برنامه اجرا کرد. پیام او به سربازان ایرانی این بود:
من می‌خوانم برای دل‌های شما، برای قلب‌های پرشور شما، برای شما که می‌جنگید تا آب‌های فیروزه‌گون خلیج‌فارس هرگز رنگ خون نبیند.
- حضور در کنسرت مجاهدین:

پس از وقوع انقلاب، بسیاری از هنرمندان به علت ممنوع‌الخروج شدن در ایران ماندند. اوایل دههٔ ۱۳۷۰ خورشیدی، مرضیه (خوانندهٔ قدیمی) برای انجام عمل جراحی مجوز خروج گرفت و به پاریس رفت. او با دیدن یکی از سالن‌های مجلل پاریس (palau de congressos) آرزو می‌کند که باز هم بتواند پس از ۱۵ سال آواز بخواند. دختر وی (هنگامه امینی) برای آن که مادرش به آرزویش برسد، تصمیم می‌گیرد که از گروه مجاهدین کمک بگیرید، به خاطر همین مجبور می‌شود قرارداد سنگینی را با آن‌ها ببندد. مرضیه به ایران برمی‌گردد، اما برای انجام مرحلهٔ بعدی معالجات و اجرای کنسرت نمی‌تواند مجوز خروج دریافت کند. به ناچار عارف، ویگن، الهه، منوچهر سخایی، عماد رام، مرتضی برجسته، امیر آرام و محمد تقدسی (خواننده اٌپرا) جایگزین مرضیه می‌شوند تا این برنامه را در نوروز ۱۳۷۳ خورشیدی اجرا کنند.
ابن خوانندگان در ابتدا درک درستی از ماهیت ایدئولوژیکی – سیاسی مجاهدین نداشتند و با انگیزه‌های کاملاً حرفه‌ای به مجاهدین نزدیک شده بودند؛ که آن هم بخاطر این بود که آن‌ها به واقع آدم‌های سیاسی نبودند و با شاخص‌های شغلی و حرفه‌ای به تور مجاهدین افتاده بودند.